# Шманевский, Юрий Казимирович
Юрий Казимирович Шманевский (род. 25 декабря 1932) — советский, российский дипломат. Чрезвычайный и полномочный посланник 1 класса.

## Биография
Окончил Московский государственный институт международных отношений (МГИМО) МИД СССР и Высшую дипломатическую школу МИД СССР. С 17 августа 1987 по 5 июля 1993 года — чрезвычайный и полномочный посол СССР, затем (с 1991 года) Российской Федерации в Габоне.
Работал в Комитете по делам национальностей Государственной Думы второго созыва.

## Семья
Женат, имеет двоих детей.